# Chrysophyllum ubanguiense
Chrysophyllum ubanguiense – gatunek drzew należących do rodziny sączyńcowatych. Występuje na obszarze departamentu Man (Wybrzeże Kości Słoniowej).